# Mohamed Hamout
Mohamed Hamout est un boxeur marocain né le 11 décembre 1993 à Casablanca. 

## Carrière
Sa carrière amateur est principalement marquée par une médaille d'or remportée aux championnats d'Afrique 2015 dans la catégorie des poids coqs ainsi qu'aux Jeux africains de 2019 dans la même catégorie.

## Palmarès

### Championnats d'Afrique
- Médaille de bronze en -56 kg en 2017 à Brazzaville, République du Congo
- Médaille d'or en -56 kg en 2015 à Casablanca, Maroc

### Jeux africains
- Médaille d'or en -57 kg en 2019 à Rabat, Maroc

### Jeux panarabes
- Médaille de bronze en -60 kg en 2023 à Alger, Algérie

### Jeux méditerranéens
- Médaille d'or en -60 kg en 2022 à Oran, Algérie

## Référence
1. ↑  (en) « Résultats des championnats d’Afrique 2015 »